# 올해의 위키인

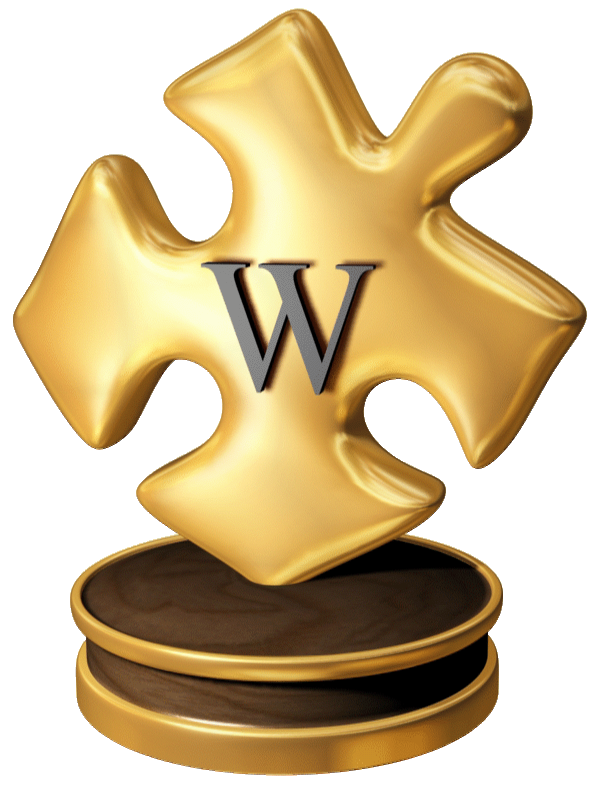
올해의 위키인

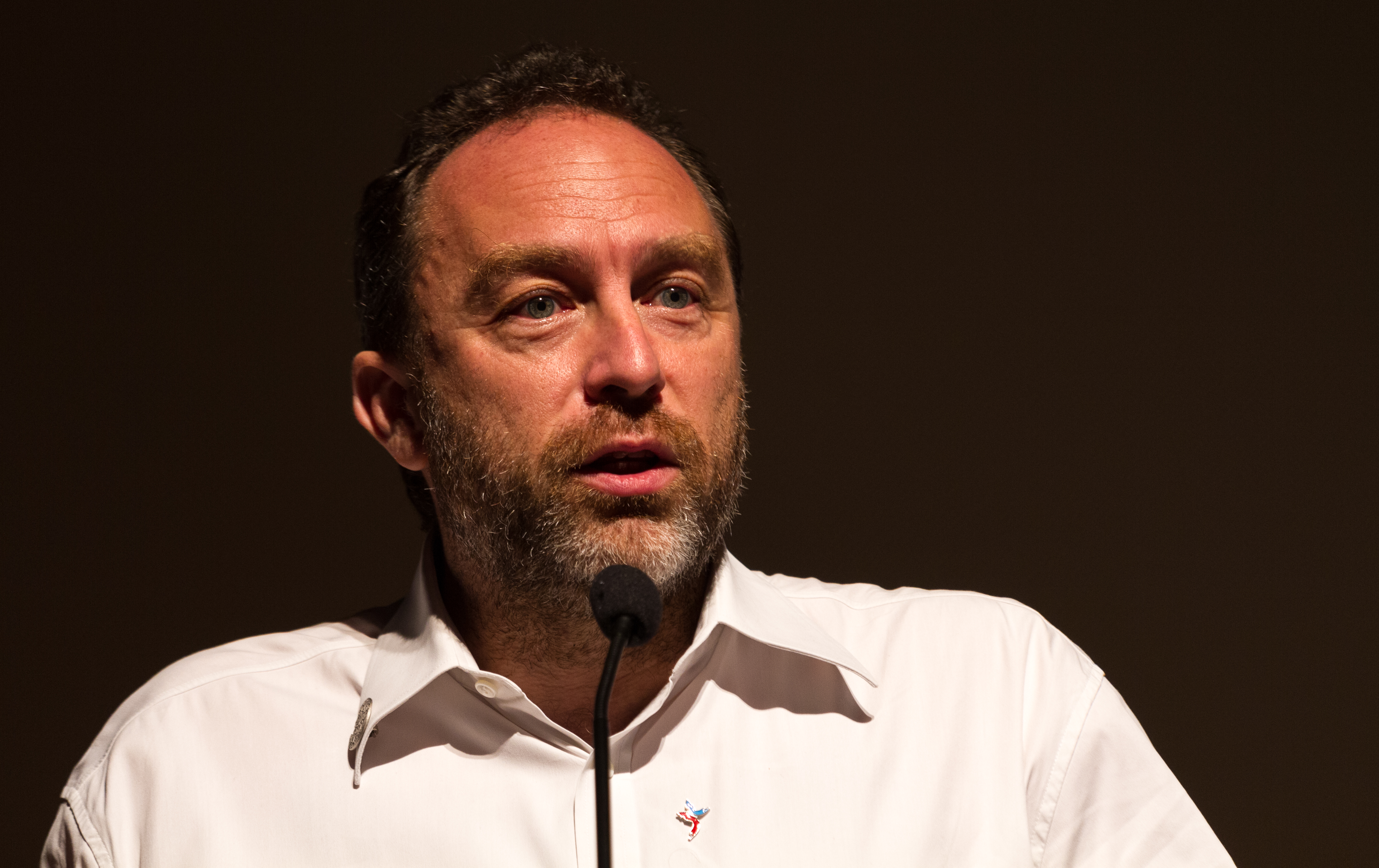
지미 웨일스

올해의 위키인(영어: Wikimedian of the Year)은 위키미디어 운동의 주요 업적을 강조하기 위해 위키백과 편집자와 위키미디어 프로젝트에 기여한 다른 사람들에게 매년 한 차례씩 수여하는 상이며, 위키백과의 공동 창립자인 지미 웨일스가 2011년 8월에 제정했다. 웨일스는 수상자를 선정하여 위키미디어 재단의 연례 컨퍼런스인 위키마니아에서 수여한다. 단, 2020년, 2021년, 2022년에는 코로나19 범유행으로 인해 온라인 회의에서 수상자가 발표되었다. 대한민국에서도 한국 위키미디어 협회를 통해 자체적으로 수상자를 선정한다. 영어로는 올해의 위키미디어인(Wikimedian of the Year)으로 호칭하며, 2011년부터 2016년까지 이 상은 올해의 위키백과인(Wikipedian of the Year)로 호칭되었다.

## 역사
올해의 위키인은 2011년 위키백과의 창립자 지미 웨일스가 제안하여 시작되었다. 위키백과 사용자 개인이 위키백과에 기여한 주된 성취를 강조하기 위해 위키마니아에서 제시되었으며, 최초의 수상자는 NGO 활동가인 라우앤 켄제크하누리(Rauan Kenzhekhanuly)였다.
대한민국에서는 2016년 사단법인 한국 위키미디어 협회의 이사였던 사용자:Asadal의 제안으로 올해의 위키인 제도가 처음 도입되었다. 2016년 한국 위키미디어 협회가 주관하여 위키백과 커뮤니티의 추천을 받아 컨텐츠 기여 부문과 관리 부문에서 각각 1명씩의 수상자를 배출했다. 2017년도에도 역시 두 분야에서 각각 1명씩의 수상자를 배출했으며, 2018년도에는 분야를 확대하여 새로 알찬글/좋은글 부문과 신인 부문이 추가되어 총 4개 분야에서 수상자를 배출했다. 2019년에는 프로젝트 부문이 신설되었고, 2022년에는 에디터톤 부문이 신설되어 총 6개 분야에서 올해의 위키인을 선정하고 있다. 한국어 위키백과에서 올해의 위키인 선정은 우선 커뮤니티 추천을 받은 후 한국 위키미디어 협회 이사회에서 최종 선정한다. 협회는 매년 12월 위키 송년회에서 각 부문별 수상자에게 상금을 수여한다.

## 수상자

### 올해의 위키인
| 연도 | 수상자                                                 | 수상자                                              | 주요 프로젝트                     | 참고 |
| ---- | ------------------------------------------------------ | --------------------------------------------------- | --------------------------------- | --- |
| 2011 | Rauan in 2011                                          | 라우안 켄제카눌리(Rauan Kenzhekhanuly)              | 카자흐어 위키백과                 | 카자흐어 위키백과의 개선을 위해 공헌함. |
| 2012 |                                                        | "Demmy"                                             | 요루바어 위키백과                 | 15,000건의 짧은 영어 문서를 나이지리아에서 쓰이는 언어인 요루바어로 번역하는 봇을 만듦. |
| 2013 | A man with short hair in a black coat wearing glasses. | 레미 마티스(Remi Mathis)                            | 프랑스어 위키백과                 | "피에르쉬르오트 군용 무선국"의 프랑스어 문서에 대한 논란 부분에 기여함. |
| 2014 | Ihor Kostenko in 2013                                  | 이호르 코스텐코                                     | 우크라이나어 위키백과             | 유로마이단 활동가이자 우크라이나어 위키백과 편집자. 2014년 2월 20일 시위 중 사살됐으며 사후에 상을 받음. |
| 2015 |                                                        | 비공개                                              | 위키미디어 공용                   | 웨일스는 반정부 시위의 사진을 게재하기 위해 망명한 베네수엘라의 한 익명의 편집자를 언급함. |
| 2016 | Emily Temple-Wood in 2015                              | 에밀리 템플-우드(Emily Temple-Wood)                 | 영어 위키백과                     | 위키백과에서의 괴롭힘에 맞서고 여성에 대한 보도를 확대하기 위한 노력으로 공동 수상한 첫 번째 수상자임. 템플-우드는 약 400개의 일반 문서를 작성하고 수백 개의 일반 문서를 개선했으며, 그 중 많은 문서가 여성 과학자와 여성 건강에 관한 것임. 스티븐슨-굿나이트는 3,000개 이상의 문서를 개선하고, 사이트에 새로운 기여자를 환영하는 공간을 공동으로 만들었고, "WikiWomen's User Group", "WikiProject Women", "Women in Red" 캠페인을 포함한 여성 홍보 프로젝트를 공동 창립함. |
| 2016 | 2015년 로지 스티븐슨-굿나이트의 모습                   | 로지 스티븐슨-굿나이트(Rosie Stephenson-Goodknight) | 영어 위키백과                     | 위키백과에서의 괴롭힘에 맞서고 여성에 대한 보도를 확대하기 위한 노력으로 공동 수상한 첫 번째 수상자임. 템플-우드는 약 400개의 일반 문서를 작성하고 수백 개의 일반 문서를 개선했으며, 그 중 많은 문서가 여성 과학자와 여성 건강에 관한 것임. 스티븐슨-굿나이트는 3,000개 이상의 문서를 개선하고, 사이트에 새로운 기여자를 환영하는 공간을 공동으로 만들었고, "WikiWomen's User Group", "WikiProject Women", "Women in Red" 캠페인을 포함한 여성 홍보 프로젝트를 공동 창립함. |
| 2017 | Felix Nartey in 2017                                   | 펠릭스 나르티                                       | 영어 위키백과                     | 자신의 고향 가나에 관한 내용을 추가하고 위키백과 편집의 중요성을 홍보하기 위한 여러 이니셔티브를 주도함. |
| 2018 |                                                        | 파르하트 팟쿨린                                     | 타타르어 위키백과                 | 2009년부터 위키미디어 운동에 참가하였으며 스스로를 "타타르어 위키백과와 사랑에 빠졌다"라고 표현함. 2015년부터 타타르어를 비롯한 여러 위키백과에 기여함. |
| 2019 |                                                        | 엠나 미주니(Emna Mizouni)                           | 아랍어 위키백과                   | 2013년, 미주니는 다른 사람들과 함께 카르타기나를 창립함. 2013년 위키 러브스 모뉴먼트(Wiki Loves Monuments)로 위키미디어 프로젝트에 기여하기 시작함. 창립 위키아라비아 콘퍼런스를 포함한 여러 주요 위키미디어 콘퍼런스를 조직하는 데 도움을 주었고, 위키마니아 2018 프로그램 위원회의 공동 의장을 맡음. 2016년, 제휴 위원회에 합류했고, 2018년에는 부의장이 됨. |
| 2020 |                                                        | 샌디스터 테이(Sandister Tei)                        | 영어 위키백과                     | 가나의 코로나19 범유행에 대한 위키백과 문서에 적극적으로 기여함. |
| 2021 |                                                        | 알라 나자르(Alaa Najjar)                            | 아랍어 위키백과                   | 나자르는 온라인으로 진행된 위키마니아 2021 콘퍼런스에서 아랍어 위키백과와 의료 프로젝트, 특히 코로나19 프로젝트에 대한 업적을 인정받아 수상함. |
| 2022 |                                                        | 올가 파레데스(Olga Paredes)                         | 스페인어 위키백과                 | 2022년 가상 위키마니아 회의에서 위키무헤레스와 위키미디어 볼리비아를 비롯한 지역 사회에서의 리더십과 다른 사람들, 특히 여성들에게 위키미디어 운동을 장려한 공로로 수상함. |
| 2023 |                                                        | 타우픽 로스만(Taufik Rosman)                        | 위키데이터, 말레이어 위키낱말사전 | 말레이어 위키낱말사전에 대한 막대한 공헌과 말레이시아의 위키미디어 편집자들의 긍정적인 공동체를 육성하는 데 도움을 준 공로로 싱가포르에서 열린 2023년 위키매니아 컨퍼런스에서 상을 받음. |
| 2024 | 중간 길이의 머리에 검은색 셔츠를 입고 웃고 있는 여성.  | 한나 클로버(Hannah Clover)                          | 영어 위키백과                     | 클로버모스로도 알려진 캐나다인 클로버는 "편집자 성찰" 프로젝트를 통해 200명 이상의 편집자의 이야기를 수집함. 또한 새로 온 편집자와 스마트폰으로 편집하는 편집자를 옹호함. 21세의 나이로 최연소 수상자가 됨. |

#### 대한민국

##### 2016년 ~ 2022년
| 연도 | 신인 부문          | 콘텐츠 기여 부문 | 관리 부문  | 알찬글/좋은글 부문 | 에디터톤 부문 | 프로젝트 부문                 | 행사 문서 |
| ---- | ------------------ | ---------------- | ---------- | ------------------ | ------------- | ----------------------------- | --------- |
| 2016 | (미도입)           | Osteologia       | 책읽는달팽 | (미도입)           | (미도입)      | (미도입)                      | 상세 보기 |
| 2017 | (미도입)           | Ykhwong          | 이강철     | (미도입)           | (미도입)      | (미도입)                      | 상세 보기 |
| 2018 | GNWN               | 威光             | 호로조     | 밥풀떼기           | (미도입)      | (미도입)                      | 상세 보기 |
| 2019 | Gaepakchinae       | Ellpicre         | Sotiale    | Gaeho77            | (미도입)      | 독서 & 공동 편집              | 상세 보기 |
| 2020 | Turror             | Sangjinhwa       | 메이       | Twotwo2019         | (미도입)      | 위키백과 혁신 2020            | 상세 보기 |
| 2021 | Answerer 5do       | FriedC           | Ykhwong    | Melon Tree         | (미도입)      | 2020 도쿄 올림픽 에디터톤     | 상세 보기 |
| 2022 | 기나ㅏㄴ, Sungwiki | Glycong          | Whitetiger | LR0725             | 99LJH         | 2022년 상반기 에디터톤 공모전 | 상세 보기 |

##### 2023년 ~ 현재
| 연도 | 신인 부문     | 콘텐츠 기여 부문 | 관리 부문 | 자매 프로젝트 부문 | 프로젝트 부문 (한국 위키미디어 협회 이사회 선정) | 행사 문서 |
| ---- | ------------- | ---------------- | --------- | ------------------ | ------------------------------------------------ | --------- |
| 2023 | YellowTurtle9 | 화용도           | LR0725    | Aspere             | 암 문서 보강 프로젝트                            | 상세 보기 |

| 연도 | 신인 부문           | 콘텐츠 기여 부문 | 관리·정비 부문 | 자매 프로젝트 부문 | 프로젝트 제안&실행 부문 | 행사 문서 |
| ---- | ------------------- | ---------------- | -------------- | ------------------ | --- | --------- |
| 2024 | Makergreen User6054 | 밥풀떼기         | 기나ㅏㄴ       | ZornsLemon         | Sadopaul (국가 에디터톤) Trainholic (2024 파리 패럴림픽 챌린지) Aspere (현대 한글 문헌 프로젝트) Raccoon Dog (현대 한글 문헌 프로젝트) | 상세 보기 |

### 감투상
| 연도 | 이미지                                                           | 수상자                               | 주요 프로젝트                      | 참고 | 각주                 |
| ---- | ---------------------------------------------------------------- | ------------------------------------ | ---------------------------------- | --- | -------------------- |
| 2015 | A woman with short hair wearing a black top with white drawings. | 수잔나 미크르차얀(Susanna Mkrtchyan) | 아르메니아어 위키백과              | 미크르차얀 위키미디어 아르메니아의 이사회 회원임. "한 아르메니아인 - 한 문서"(One Armenian – One Article), 편집 캠페인, 아르메니아의 새로운 편집자를 돕기 위한 청소년 캠프 프로젝트를 포함한 위키 외부 활동으로 상을 받음.                             | [ 24 ]               |
| 2015 | An Asian man with blue shirt with a small beard smiling          | 사트딥 길(Satdeep Gill)              | 펀자브어 위키백과                  | 길은 펀자브어 위키백과에 기여하는 인도인이다. 대학에서 사람들이 펀자브어 위키백과를 편집하도록 격려하여 그 해에 가장 빠르게 성장한 인도어 위키백과가 되도록 한 공로를 인정받음.                                                                        | [ 25 ]               |
| 2016 | A man with a sweater looking in front of camera.                 | 마르데타냐(Mardetanha)               | 페르시아어 위키백과                | 마르데타냐는 편집자들이 문서의 출처를 찾는 데 도움이 되는 "위키백과 도서관"의 페르시아어 언어 버전을 만듦. 세 개의 출판사가 편집자들에게 작품에 대한 연구 접근 권한을 기부함.                                                                          | [ 26 ]               |
| 2016 | A woman wearing necklace with glasses and smiling.               | 바시아 아타나소바(Vassia Atanassova) | 불가리아어 위키백과                | 아타나소바는 편집자들이 100일 동안 하루에 위키백과 문서 하나씩 만드는 것을 도전하는 "#100wikidays" 콘테스트를 만듦. 120명 이상의 기여자가 콘테스트에 참여했고 편집자 중 3분의 1이 완료함.                                                              | [ 26 ]               |
| 2017 | 빈칸                                                             | 디에고 고메즈(Diego Gómez)           | 빈칸                               | 학술 논문을 온라인에 공유한 후 저작권 침해로 기소된 콜롬비아 학생임. 나중에 무죄 판결을 받음. | [ 27 ] [ 28 ]        |
| 2018 | An Asian man wearing glasses looking in front of camera.         | 나히드 술탄(Nahid Sultan)            | 벵골어 위키백과                    | 술탄은 위키미디어 방글라데시의 활동적인 회원임. | [ 29 ] [ 30 ]        |
| 2018 | A woman wearing a white sweatshirt, glasses and smiling.         | 제스 웨이드                          | 영어 위키백과                      | 웨이드는 과학자와 엔지니어에 대한 위키백과 문서를 "여성과 유색인종을 더 잘 대표하는" 문서를 만들기 위한 1년간의 노력을 시작한 물리학자임. 2020년 2월 기준, 900개가 넘는 새로운 문서를 작성함.                                                          | [ 31 ] [ 32 ] [ 33 ] |
| 2021 |                                                                  | 네타 후세인(Netha Hussain)           | 영어 위키백과, 말라얄람어 위키백과 | 후세인은 원래 인도 출신의 의사임. 위키미디어 프로젝트의 의료 콘텐츠에 귀중한 기여를 했으며, 2020-21년 동안 코로나19에 대한 보도에 많은 노력을 기울임. 또한 코로나19 백신을 둘러싼 잘못된 정보를 해결하기 위해 백신 안전 프로젝트를 시작함.             | [ 34 ]               |
| 2021 |                                                                  | 카르멘 알카사르                      | 스페인어 위키백과                  | 알카사르는 스페인어 위키백과의 성별 격차를 줄이는 데 기여한 공로를 인정받음. | [ 35 ] [ 36 ]        |
| 2022 |                                                                  | 안나 토레스(Anna Torres)             | 스페인어 위키백과                  | 토레스는 위키미디어 아르헨티나의 전무이사이지만, 감투상 부문에서 인정받은 것은 라틴 아메리카 전역의 지역 사회를 위한 역량을 키우고 구축하기 위한 국제적 지원 네트워크를 만든 노력과 2030 위키미디어 운동 전략과 같은 운동 과정에 기여한 공로에 기인함. | [ 37 ]               |
| 2023 |                                                                  | 안톤 프로치욱(Anton Protsiuk)        | 우크라이나어 위키백과              | 프로치욱은 위키미디어 우크라이나의 프로그램 코디네이터임. | [ 38 ]               |
| 2024 |                                                                  | 구은애                               | 한국어 위키백과                    | 구은애는 협회 설립을 도운 한국 위키미디어 협회의 이사임. | [ 22 ]               |

## 같이 보기
- 위키백과:한국 위키미디어 협회/협회사업/올해의 위키인